# Lodoicja seszelska
Lodoicja seszelska (Lodoicea maldivica J. F. Gmelin), nazywana także palmą seszelską oraz kokosem morskim (coco de mer) – gatunek rośliny z rodziny arekowatych (Arecaceae) z monotypowego rodzaju lodoicja Lodoicea. W naturze rośnie tylko w archipelagu Seszeli. Owoce tej palmy były znane od dawna, były przenoszone przez prądy morskie i wyrzucane na brzegi mórz, ale nie znano jednak ich pochodzenia. Naukowa nazwa gatunkowa pochodzi od Malediwów, gdzie znaleziono owoce, na podstawie których opisano gatunek, odkryty później na Seszelach w 1743. Nasiono wypełniające dwupłatowy owoc jest największym w świecie roślin. Ze względu na jego podobieństwo do kobiecych bioder, nasiono uważane było (przed znalezieniem źródła jego pochodzenia) za dzieło szatana, a uznający je za dzieło natury wierzyli przynajmniej w to, że działa jak afrodyzjak.
Lodoicja jest rośliną zagrożoną wyginięciem, gdyż występuje na niewielkim tylko obszarze, z dostępnymi siedliskami silnie zredukowanymi z powodu działalności człowieka, a jego populacja ulega zmniejszeniu. Pozyskiwanie owoców praktycznie wstrzymało naturalne odnawianie się gatunku. Ograniczone zasoby zagrożone są przez pożary i rośliny inwazyjne, bardzo dużym potencjalnym zagrożeniem jest introdukcja patogenu.
Lodoicja widnieje na herbie Seszeli. Wnętrze nasion jest jadalne i uchodzi za przysmak – ma kremową barwę i galaretowatą konsystencję. Jadalny jest także wierzchołek wzrostu (serce palmy). Zdrewniała część owocni wykorzystywana jest do wyrobu naczyń i mis, dawniej wykańczanych także metalami szlachetnymi. Nasiona wykorzystywane są jako lecznicze w Ajurwedzie i tradycyjnej medycynie chińskiej. Syropami i zupami z nich leczy się kaszel, przeziębienie, katar i przewlekłe zapalenie oskrzeli. Owocom tradycyjnie przypisuje się także moc ochronną wobec trucizn. Liście wykorzystywane są do krycia chat, wyplatania koszy i kapeluszy, młodymi wypełnia się poduszki. Z pni sporządza się meble. 

## Rozmieszczenie
Gatunek rośnie w naturze wyłącznie na Seszelach. Mimo że owoce znajdowane bywają na plażach Oceanu Indyjskiego – nigdzie indziej na jego brzegach palma ta nie występuje ponieważ fale przenoszą tylko puste owoce (te zawierające prawidłowo rozwinięte nasiono mają ciężar właściwy 1,2 kg/dm3 i toną w wodzie). Gatunek rośnie w kilku lokalizacjach na dwóch wyspach archipelagu – Praslin i Curieuse. Populacje w obu lokalizacjach chronione są w parkach narodowych – Praslin i Curieuse. W przeszłości gatunek występował także na trzech innych wysepkach w pobliżu Praslin: Round, St. Pierre i Chauve-Souris.
Handel nasionami znajduje się pod ścisłą kontrolą rządu Seszeli od 1995. Poza tymi wyspami palma ta uprawiana jest sporadycznie w pojedynczych ogrodach botanicznych, m.in. w Królewskim Ogrodzie Botanicznym w Edynburgu, Ogrodzie Botanicznym Foster na Hawajach i w Królewskim Ogrodzie Botanicznym w Peradeniya w Sri Lance.

## Morfologia i biologia
PokrójPalma o wysokości do 30 m (męskie okazy są wyższe od żeńskich), o kłodzinie pojedynczej, prosto wzniesionej.
LiścieWachlarzowate, zebrane w pióropusz na szczycie kłodziny. Ogonek liściowy bardzo masywny, bez kolców, osiąga 4–8 m długości, a blaszka 6 m długości i 4 m szerokości.
KwiatyJednopłciowe (roślina dwupienna). Kwiatostany męskie i żeńskie wyrastają u nasady liści. Kwiatostan męski jest nierozgałęziony, walcowaty, osiąga 2 m długości, w czasie kwitnienia wydziela intensywny, stęchły zapach. Kwiaty żeńskie osiągają do 10 cm średnicy.
OwocePestkowce osiągające 50–55 cm długości i ponad 18 kg (maksymalnie do 30 kg) masy.

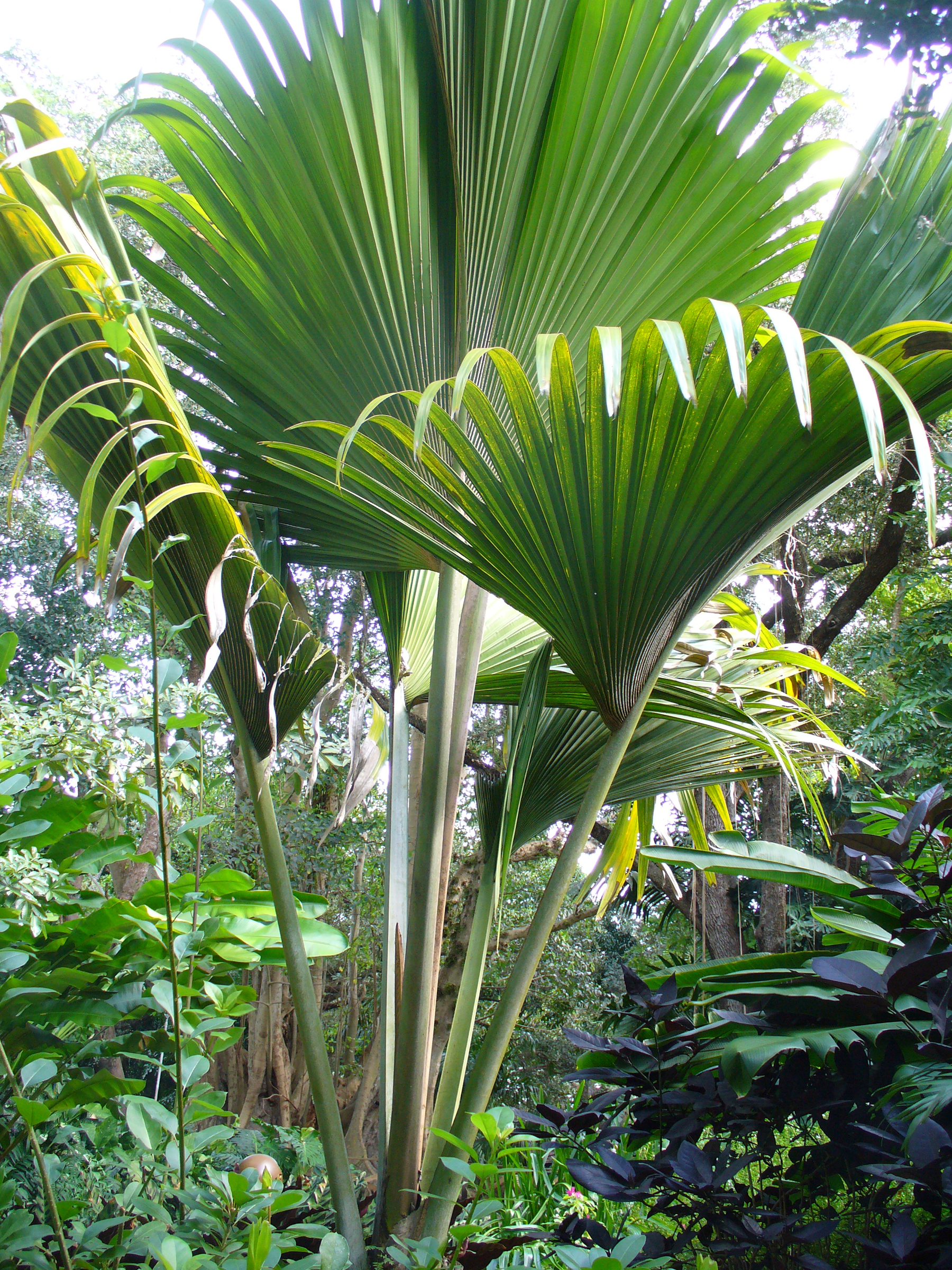
Młody okaz
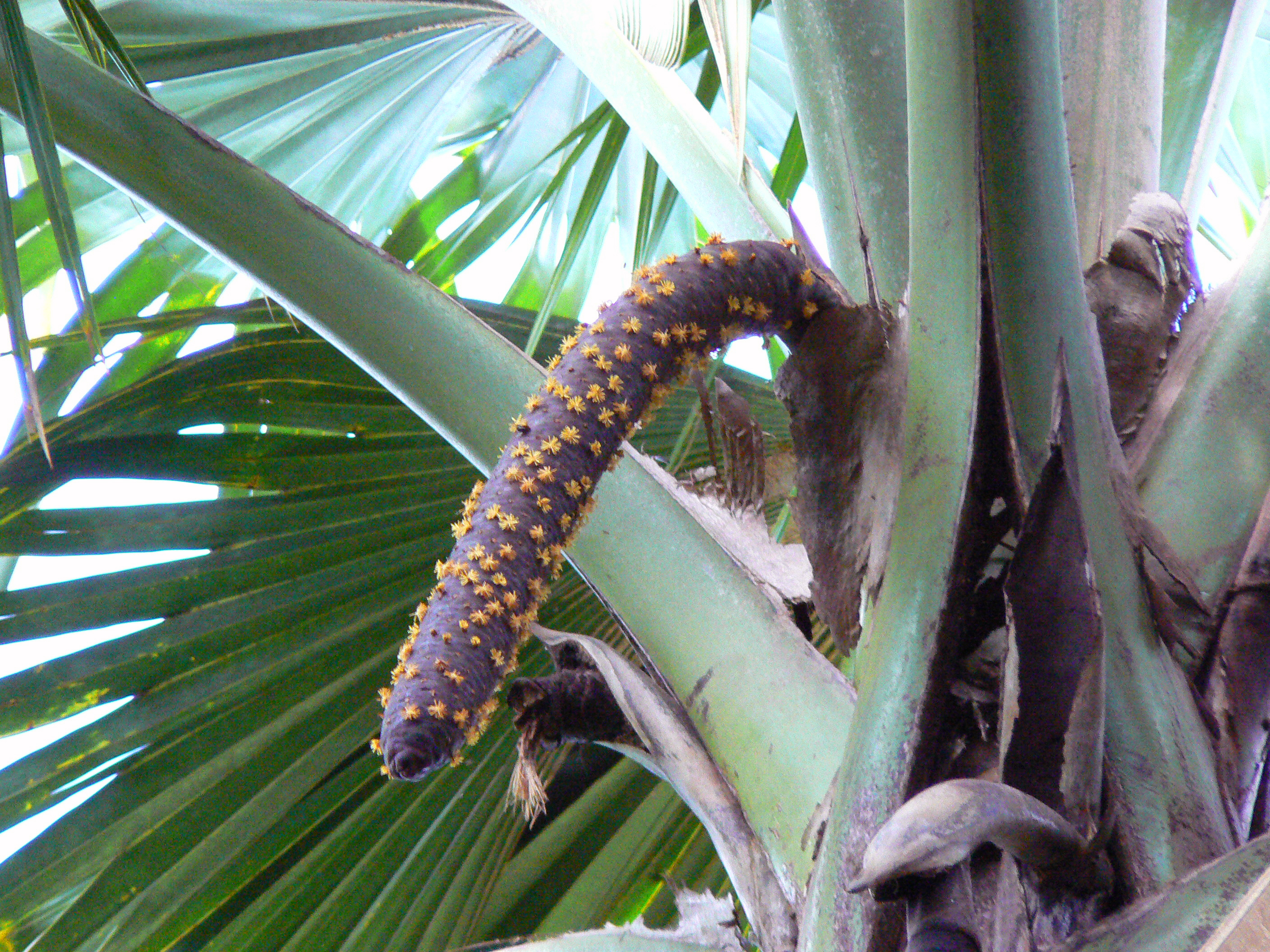
Kwiatostan męski
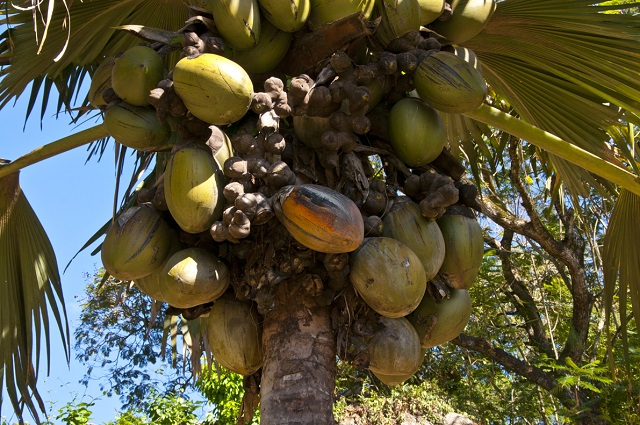
Kwiatostany żeńskie z dojrzewającymi owocami
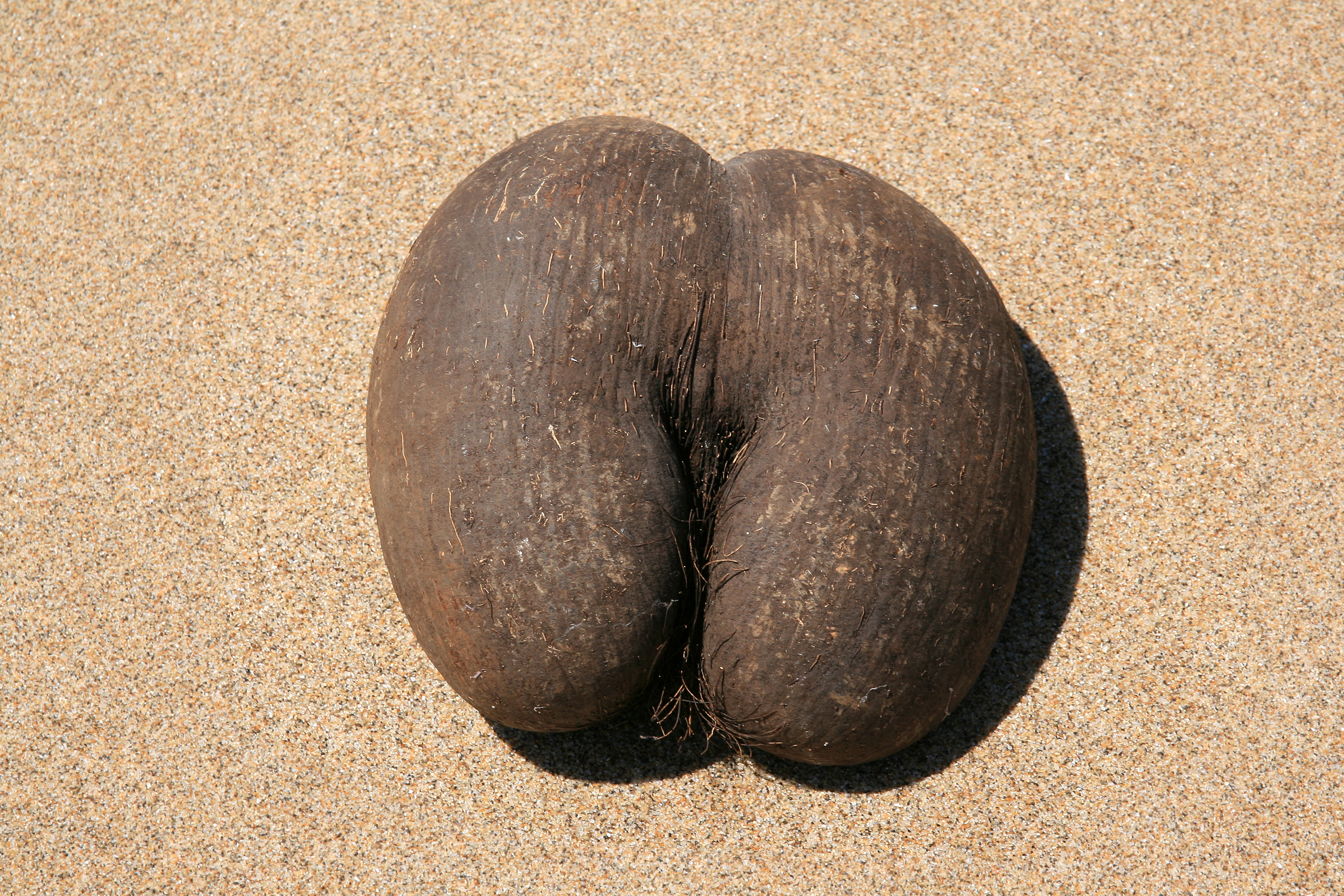
Nasiono

## Biologia i ekologia

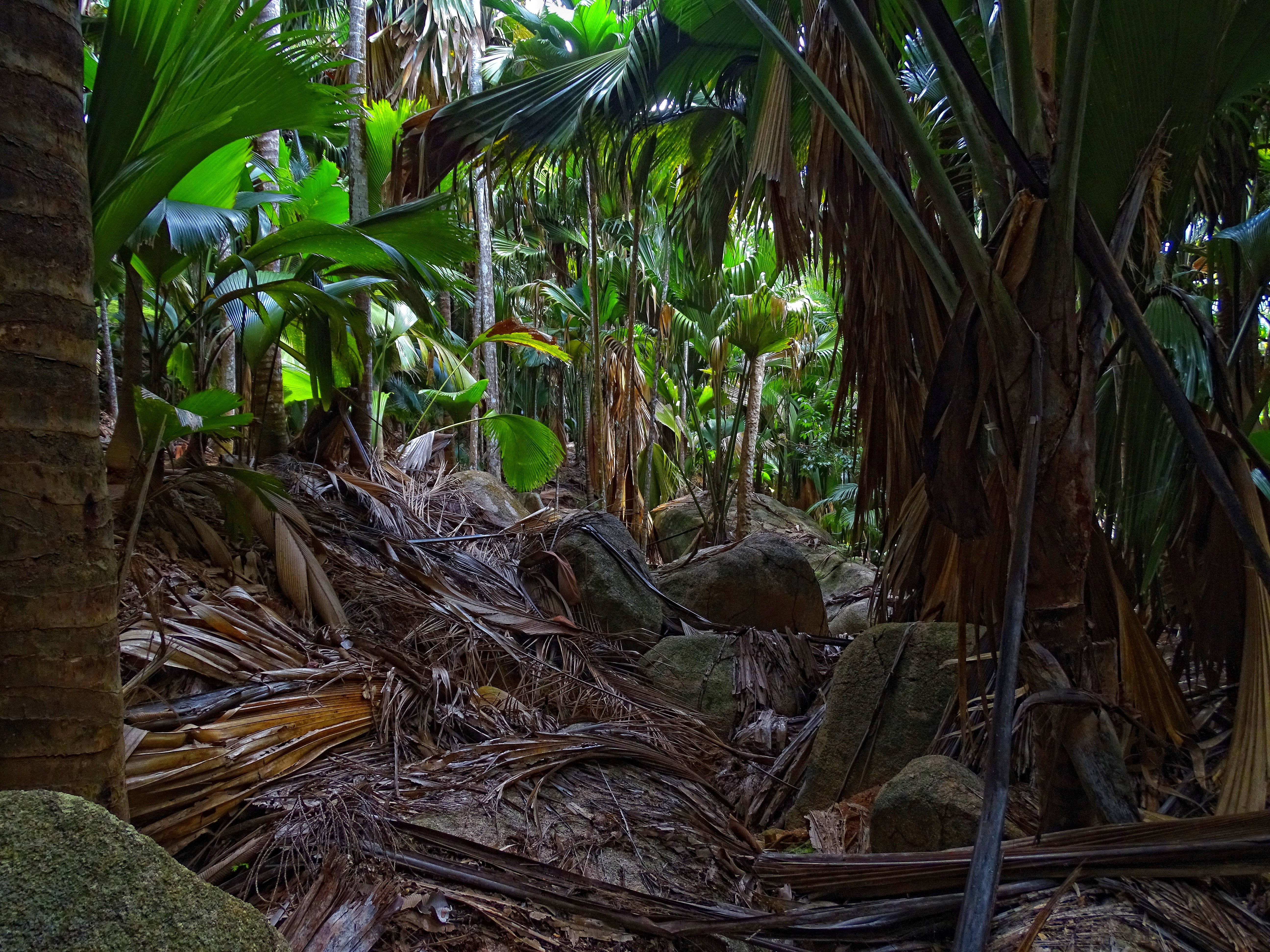
Las lodoicji w Vallée de Mai na Praslin

Są to palmy żyjące 200–350 lat. Nasiona dojrzewają przez 4–8 lat. Kiełkują i rosną najlepiej w wilgotnej, ciężkiej i żyznej glebie o odczynie obojętnym lub kwaśnym. Korzeń z kiełkującego nasiona osiąga głębokość 4 m, zanim zaczyna się rozgałęziać. Rośliny te wymagają dużej wilgotności powietrza, są wrażliwe na zimno. Rosną powoli przez kilka pierwszych lat tylko w postaci liści odziomkowych – bez tworzenia pnia. Dojrzałość osiągają (zaczynają kwitnąć) po 25–50 latach wzrostu. Nasiona powstają na okazach żeńskich tylko wtedy, gdy w ich bliskim sąsiedztwie znajdują się okazy męskie.
Na wyspach palmy te występują w różnych siedliskach – na terenach skalistych, na klifach, stokach wzniesień i w dolinach, gdzie rosną najlepiej na głębokich, przepuszczalnych glebach, często tworząc niemal jednogatunkowe skupienia. Do gatunków częściej im towarzyszących należą Deckenia nobilis i Pandanus hornei. Częste są na lodoicji epifity – porosty i paprocie, natomiast runa pod tymi palmami praktycznie nie ma ze względu na pokrycie gleby warstwą opadłych liści. Ze skupiskami tych palm związane są takie gatunki ptaków jak papuzica seszelska i szczeciak grubodzioby oraz gekonowate: Phelsuma sunbergi, Phelsuma asiatica i Ailuronyx sechellensis. 

## Systematyka
Synonimy
Borassus sonneratii Giseke, Cocos maldivica J. F. Gmel., Lodoicea callypige Comm. ex J. St.-Hil., Lodoicea sechellarum Labill., Lodoicea sonneratii (Giseke) Baill.
Pozycja systematyczna
Gatunek z monotypowego rodzaju lodoicja Lodoicea Labillardière in A. P. de Candolle, Bull. Sci. Soc. Philom. Paris 2: 171. 21 Dec 1800-20 Jan 1801. Należy do rodziny arekowatych (Arecaceae), a w obrębie rodziny do podrodziny Coryphoideae, plemienia Borasseae  i podplemienia Lataniinae.